# Aquilain
Aquilain est un adjectif désignant une robe de cheval de couleur fauve ou brune, à peu près semblable à celle de l'aigle. Ce nom n'est plus usité.
C'est aussi un cheval de cette couleur.

« Le chevalier jurait par sa durandal et son aquilain, sa fidèle épée et son coursier rapide. »

— CHATEAUB. Génie, IV, V, 4. : Littré, Dictionnaire de la langue française (1872-1877).